# 오토라는 남자
《오토라는 남자》(영어: A Man Called Otto)는 2022년 개봉한 미국의 코미디 드라마 영화이다. 마르크 포르스터가 감독을 맡았으며, 프레드리크 바크만의 소설 《오베라는 남자》를 영어 실사화한 작품이다. 배경은 미국 피츠버그로 변경되었으며, 배우 톰 행크스가 주인공 오토 앤더슨 역을 맡았다.

## 줄거리
오토 앤더슨은 아내 소냐를 잃고 은퇴 후, 삶의 의미를 잃은 채 냉소적이고 까다로운 노인으로 살아간다. 아내를 따라 죽으려 하지만 번번이 실패하고, 그 와중에 새로운 이웃 마리솔 가족과 엮이게 된다. 자살을 시도할 때마다 과거 아내와의 추억을 떠올리며, 젊은 시절 심장 질환으로 군대에 가지 못했던 일, 기차에서 소냐를 만나 사랑에 빠졌던 순간들을 회상한다.
오토는 마리솔 가족과 엮이면서 주변 사람들에게 마음을 열기 시작한다. 이웃집 라디에이터를 고쳐주고, 마리솔에게 운전을 가르치고, 길고양이를 입양하기도 한다. 과거 소냐가 트랜스젠더 학생을 지지했었다는 사실을 알게 되면서, 오토는 더욱 변화를 겪는다. 하지만 여전히 아내의 죽음에서 벗어나지 못하고, 부동산 회사로부터 동네를 지키기 위해 싸우면서 갈등을 겪는다.
결국 오토는 아내 소냐가 임신 중에 사고로 아이를 잃고 하반신 마비가 되었던 아픈 과거를 마리솔에게 털어놓고, 부동산 회사의 음모를 막기 위해 이웃들과 힘을 합친다. 이 과정에서 오토는 마리솔을 통해 아내를 잃은 슬픔에서 점차 벗어나고, 마리솔의 출산을 돕고 손자를 얻으며 따뜻한 가족의 정을 느낀다. 세월이 흘러 오토는 심장 질환으로 세상을 떠나고, 유언에 따라 그의 집과 재산을 물려받은 마리솔과 이웃들은 오토를 기리며 그의 삶을 기억한다.

## 출연

### 주연
- 톰 행크스/트루먼 행크스(아역) - 오토 앤더슨 역

### 조연
- 마리아나 트레비뇨 - 마리솔 역
- 레이철 켈러 - 소니아 역
- 마누엘 가르시아룰포 - 토미 역
- 캐머런 브리턴 - 지미 역
- 맥 베이다 - 맬컴 역
- 후아니타 제닝스/에모니 엘리슨(아역) - 어니타 역
- 피터 로슨 존스/러밸 슐리(아역) - 루빈 역
- 크리스티아나 몬토야 - 루나 역
- 알레산드라 페레스 - 애비 역
- 마이크 버비글리아 - 부동산 업자 역
- 켈리 러모어 윌슨 - 샤리 켄지 역
- 존 히긴스 - 철물점 직원 역